# ABM-1 Galosh
El A-350 GRAU 5V61 (designación OTAN ABM-1 Galosh, anteriormente SH-01) era un misil antibalístico tierra-aire con armamento nuclear soviético. El A-350 era un componente del sistema de misiles antibalísticos A-35. Su misión principal era destruir los misiles balísticos intercontinentales Minuteman y Titan estadounidenses que tenían como objetivo Moscú.
El A-350 se introdujo durante la década de 1960 con guía por radar semiactiva dirigida mecánicamente. Contenía una ojiva nuclear de alta potencia, comparable a la Nike Zeus estadounidense.
El A-350R (nombre de informe de la OTAN ABM-1B) se introdujo con el avanzado sistema de misiles A-35M y entró en funcionamiento durante 1978. Este sistema se probó en las instalaciones de lanzamiento de Sary Shagan con cinco vuelos de prueba durante 1971, 1976 y 1977, con dos pruebas más durante 1993 y 1999.
La siguiente generación de misiles, introducida con el sistema ABM A-135, fueron el 53T6 (década de 1970) y el 51T6 (década de 1980).